# Carrie Underwood
Carrie Marie Underwood (ur. 10 marca 1983 w Muskogee) – amerykańska wokalistka country wykonująca także muzykę popularną. Pochodzi z Checotah w stanie Oklahoma. Stała się znana po wygraniu czwartej edycji amerykańskiego Idola. Jej albumy i single pokrywały się nierzadko wielokrotną platyną, a sama artystka kilka razy została wyróżniona nagrodą Grammy.

## Życiorys
Dorastała na farmie rodziców, Stephena i Carole Underwood. Ma dwie starsze siostry, Shannę i Stephanie. W dzieciństwie Carrie zagrała w Robbins Memorial Talent Show. Śpiewała też w chórze kościelnym. Związana z protestanckim kościołem do dzisiaj wykonuje muzykę chrześcijańską.
W 2001 zakończyła szkołę średnią w Checotah. Rozpoczęła studia w Northeastern University State w Tahlequah, gdzie skończyła z wyróżnieniem (magna laude) studia licencjackie na kierunku: komunikacja masowa i naciski w dziennikarstwie. Uczestniczyła też w licznych konkursach piękności, a w 2004 zajęła 2. miejsce w konkursie Miss NSU.
Aktualnie Carrie mieszka we Franklin, na przedmieściach Nashville w stanie Tennessee. Na przesłuchania do American Idol trafiła latem 2004. Już w drugim etapie przesłuchań była faworytką i wróżono jej wygraną w tej edycji. 25 maja 2005 Carrie wygrała 4 edycję American Idol. 15 listopada wydała swoją debiutancka płytę Some Hearts. Za album zgarnęła liczne nagrody, a najważniejsze z nich są dwie statuetki Grammy zdobyte w 2007 i jedna w 2008. Drugi album, zatytułowany Carnival Ride, ukazał się 23 października 2007. Trzeci album Play On ukazał się 3 listopada 2009.

## American Idol

### Występy i oceny
| Tydzień           | Temat                                                      | Piosenka                                                               | Oryginalny artysta                                     | Ocena      |
| ----------------- | ---------------------------------------------------------- | ---------------------------------------------------------------------- | ------------------------------------------------------ | ---------- |
| Przesłuchanie     | Wybór uczestnika                                           | "I Can’t Make You Love Me"                                             | Bonnie Raitt                                           | Awans      |
| Hollywood Round 1 | Wybór uczestnika                                           | "Young Hearts Run Free"                                                | Candi Staton                                           | Awans      |
| Top 50            | Wybór uczestnika                                           | "Independence Day"                                                     | Martina McBride                                        | Awans      |
| Pół-finał 1       | Wybór uczestnika                                           | "Could've Been"                                                        | Tiffany                                                | Bezpieczna |
| Pół-finał 2       | Wybór uczestnika                                           | "Piece of My Heart"                                                    | Erma Franklin                                          | Bezpieczna |
| Pół-finał 3       | Wybór uczestnika                                           | "Because You Love Me"                                                  | Jo Dee Messina                                         | Bezpieczna |
| Top 12            | Piosenka z lat 60.                                         | "When Will I Be Loved"                                                 | The Everly Brothers                                    | Bezpieczna |
| Top 11            | Piosenka na pierwszej pozycji listy przebojów Billboard    | "Alone"                                                                | I-Ten                                                  | Bezpieczna |
| Top 10            | Lata 90.                                                   | "Independence Day"                                                     | Martina McBride                                        | Bezpieczna |
| Top 9             | Broadway – klasyka                                         | "Hello, Young Lovers"                                                  | The King and I                                         | Bezpieczna |
| Top 8             | Rok urodzenia uczestnika                                   | "Love Is a Battlefield"                                                | Pat Benatar                                            | Bezpieczna |
| Top 7             | Muzyka Dance – lata 70.                                    | "MacArthur Park"                                                       | Richard Harris                                         | Bezpieczna |
| Top 6             | XXI wiek                                                   | "When God-Fearin' Women Get the Blues"                                 | Martina McBride                                        | Bezpieczna |
| Top 5             | Aktualne utwory listy przebojów Billboard                  | "Trouble" Bless the Broken Road"                                       | Elvis Presley Nitty Gritty Dirt Band                   | Bezpieczna |
| Top 4             | Country Gamble & Huff                                      | "Sin Wagon" "If You Don’t Know Me by Now"                              | Dixie Chicks Harold Melvin & the Blue Notes            | Bezpieczna |
| Top 3             | Clive Davis – wybór Wybór uczestnika Randy Jackson – wybór | "Crying" Making Love Out of Nothing at All" Man! I Feel Like a Woman!" | Roy Orbison Air Supply Shania Twain                    | Bezpieczna |
| Top 2             | Singiel Idola Wybór uczestnika Wybór producenta            | "Inside Your Heaven" "Independence Day" "Angels Brought Me Here"       | Carrie Underwood/Bo Bice Martina McBride Guy Sebastian | Wygrana    |

## Filmografia
| Year | Appearance                                    | Role             |
| ---- | --------------------------------------------- | ---------------- |
| 2009 | Carrie Underwood: An All-Star Holiday Special | Carrie Underwood |
| 2010 | How I Met Your Mother                         | Tiffany          |
| 2010 | Sesame Street                                 | Carrie Underworm |
| 2010 | Soul Surfer                                   | Sarah Hill       |

## Nagrody

### 2005
| Nagroda                | Kategoria                                                  |
| ---------------------- | ---------------------------------------------------------- |
| Teen Choice Awards     | Choice Reality/Variety Star – Female                       |
| Billboard Music Awards | Top-Selling Hot 100 Song of the Year: "Inside Your Heaven" |
| Billboard Music Awards | Top-Selling Country Single: "Inside Your Heaven"           |
| Billboard Music Awards | Country Single Sales Artist of the Year                    |

### 2006
| Nagroda                                        | Kategoria                                                  |
| ---------------------------------------------- | ---------------------------------------------------------- |
| Gospel Music Association Awards                | Country Recorded Song of the Year: "Jesus, Take the Wheel" |
| CMT Music Awards                               | Female Video Of The Year: "Jesus, Take the Wheel"          |
| CMT Music Awards                               | Breakthrough Video of the Year: "Jesus, Take the Wheel"    |
| Academy of Country Music Awards                | Top New Female Vocalist of the Year                        |
| Academy of Country Music Awards                | Single Record of the Year: "Jesus, Take the Wheel"         |
| NARP Organization of Record Retail Merchants   | Breakthrough Country Artist                                |
| Music Row                                      | Critics Pick                                               |
| Country Music Association Awards               | Female Vocalist of the Year                                |
| Country Music Association Awards               | Horizon Award                                              |
| 12th Annual Inspirational Country Music Awards | Mainstream Country Artist of the Year                      |
| American Music Awards                          | Favorite New Breakthrough Artist                           |
| Billboard Music Awards                         | Female Country Artist of the Year                          |
| Billboard Music Awards                         | Album of the Year                                          |
| Billboard Music Awards                         | Country Album of the Year                                  |
| Billboard Music Awards                         | Country New Artist of the Year                             |
| Billboard Music Awards                         | Female Billboard 200 Album Artist of the Year              |
| Canadian Country Music Awards                  | SOCAN Song of the Year: "Jesus, Take the Wheel"            |

### 2007
| Nagroda                          | Kategoria                                                       |
| -------------------------------- | --------------------------------------------------------------- |
| 33rd People’s Choice Awards      | Favorite Country Song: "Before He Cheats"                       |
| 33rd People’s Choice Awards      | Favorite Female Singer                                          |
| Grammy Awards                    | Best New Artist                                                 |
| Grammy Awards                    | Best Female Country Vocal Performance: "Jesus, Take the Wheel"  |
| Grammy Awards                    | Best Country Song: "Jesus, Take the Wheel" (songwriter’s award) |
| CMT Music Awards                 | Video of the Year: "Before He Cheats"                           |
| CMT Music Awards                 | Female Video of the Year: "Before He Cheats"                    |
| Academy of Country Music Awards  | Female Vocalist of the Year                                     |
| Academy of Country Music Awards  | Album of the Year: "Some Hearts"                                |
| Academy of Country Music Awards  | Video of the Year: "Before He Cheats"                           |
| Country Music Association Awards | Female Vocalist of the Year                                     |
| Country Music Association Awards | Single Of The Year: "Before He Cheats"                          |
| American Music Awards            | Favorite Country Female Artist                                  |
| American Music Awards            | Favorite Country Album: "Some Hearts"                           |
| American Music Awards            | Artist of the Year (T-Mobile Text-In Award)                     |
| Billboard Music Awards           | Female Country Artist of the Year                               |
| Billboard Music Awards           | Country Album for "Some Hearts"                                 |
| Billboard Music Awards           | Country Artist of the Year                                      |
| Billboard Music Awards           | Female Billboard 200 Artist of the Year                         |
| Billboard Music Awards           | Country Albums Artist of the Year                               |

### 2008
| Nagroda                                   | Kategoria                                                             |
| ----------------------------------------- | --------------------------------------------------------------------- |
| Grammy Awards                             | Najlepsze Damskie Wykonanie Country: "Before He Cheats"               |
| Grammy Awards                             | Best Country Song: "Before He Cheats"(nagroda autora tekstu piosenki) |
| Academy of Country Music Awards           | Wokalista Roku                                                        |
| European Country Music Association Awards | Wokalista Roku                                                        |
| Grand Ole Opry Induction                  | Członkini Grand Ole Opry                                              |
| Teen Choice Awards                        | Ikona Mody Czerwonego Dywanu                                          |
| Country Music Association Awards          | Wokalista Roku                                                        |
| American Music Awards                     | Ulubiony Album Country: Carnival Ride                                 |
| Billboard Music Awards                    | Piosenki Roku Artysty Country                                         |
| CMT Online Awards                         | Najbardziej Medialnie Aktywna Artystka                                |
| CMT Online Awards                         | Most Streamed Country Song of the Year: "All-American Girl"           |

### 2009
| Nagroda                                 | Kategoria                                        |
| --------------------------------------- | ------------------------------------------------ |
| 35th People’s Choice Awards             | Ulubiona Piosenka Country: "Last Name"           |
| 35th People’s Choice Awards             | Ulubiona Artystka                                |
| 35th People’s Choice Awards             | Ulubiona Gwiazda do 35 roku życia                |
| Country Universe Reader’s Choice Awards | Artysta Roku                                     |
| Country Universe Reader’s Choice Awards | Piosenkarka Roku                                 |
| Country Universe Reader’s Choice Awards | Singiel ROku- "Just a Dream"                     |
| Country Universe Reader’s Choice Awards | Teledysk Roku- "Just a Dream"                    |
| Grammy Awards                           | Najlepsze Damskie Wykonanie Country: "Last Name" |
| Academy of Country Music Awards         | Muzyk Roku                                       |
| Academy of Country Music Awards         | Wokalista Roku                                   |
| Oklahoma Hall of Fame Induction         | Wstąpienie do Oklahoma Hall of Fame              |
| Symphony Ball Award                     |                                                  |

### 2010
| Nagroda                         | Kategoria |
| ------------------------------- | --- |
| 36th People’s Choice Awards     | Ulubiona Artysta Country |
| 52nd Grammy Awards              | Najlepszy Duet Country: "I Told You So" with Randy Travis                                                                    |
| Academy of Country Music Awards | Muzyk Roku |
| Academy of Country Music Awards | Nagroda Trzech Koron (nagroda specjalna za zwycięstwo w trzech kategoriach: Nowy Wokalista Roku, Wokalista Roku i Muzyk Roku |
| CMT Music Awards                | Teledysk Roku: "Cowboy Casanova"                                                                                             |
| CMT Music Awards                | CMT Występ Roku: "Temporary Home" z CMT: Invitation Only                                                                     |

### 2011
| Nagroda                      | Kategoria |
| ---------------------------- | --- |
| 46th ACM Awards              | ACM Girls Night Out: Special Achievement Award (honored for becoming the first female to win Entertainer of the Year twice) |
| 2011 Billboard Spin Awards   | 800,000 Spins, "Before He Cheats"                                                                                           |
| 59th BMI Awards              | Songwriter of the Year, "Mama’s Song"                                                                                       |
| 59th BMI Awards              | Songwriter of the Year, "Temporary Home"                                                                                    |
| 59th BMI Awards              | Songwriter of the Year, "Undo It"                                                                                           |
| 2011 American Country Awards | Female Artist of the Year                                                                                                   |
| 2011 American Country Awards | Single by a Female Artist: "Mama’s Song"                                                                                    |
| 2011 American Country Awards | Music Video by a Female Artist: "Mama’s Song"                                                                               |

## Dyskografia

### Albumy
- Some Hearts (2005)
- Carnival Ride (2007)
- Play On (2009)
- Blown Away (2012)
- Storyteller (2015)
- Cry Pretty (2018)
- My Gift (2020)
- My Savior (2021)
- Denim & Rhinestones (2022)

### Single
- „Inside Your Heaven”
- „Jesus, Take the Wheel”
- „Some Hearts”
- „Don't Forget to Remember Me”
- „Before He Cheats”
- „Wasted”
- „So Small”
- „All-American Girl”
- „Last Name”
- „Just a Dream”
- „I Told You So”
- „Cowboy Casanova”
- „Temporary Home”
- „Undo It”
- „Mama’s Song”
- „Good Girl”
- „Blown Away”
- „Two Black Cadillacs”
- „See You Again”
- „Something in the Water”
- „Little Toy Guns”
- „Smoke Break”
- „Heartbeat”
- „Church Bells”
- „Dirty Laundry”
- „Cry Pretty”
- „Love Wins”

#### Single promocyjne
- „I’ll Stand by You”
- „Praying for Time”
- „Just Stand Up!”
- „Home Sweet Home”
- „Change”
- „There’s a Place for Us”
- „Keep Us Safe”
- „Renegade Runaway”
- „What I Never Knew I Always Wanted”
- „The Champion”
- „End Up with You”

## Trasy koncertowe
- 2005: American Idols LIVE! Tour 2005
- 2006: Carrie Underwood: Live 2006
- 2008: Love, Pain and the Whole Crazy Carnival Ride Tour (z Keith Urban)
- 2008: Carnival Ride Tour
- 2010: Play On Tour
- 2012: The Blown Away Tour

## Życie prywatne
Underwood jest żoną kanadyjskiego hokeisty Mike'a Fishera. Para poznała się podczas jej koncertu w Ottawie w 2008 roku. W 2009 roku zaręczyli się. 10 lipca 2010 odbył się ich ślub w Greensboro w Georgii. Para ma dwójkę dzieci: Isiah Michael urodzony w 2015 roku i Jacob Bryan urodzony w 2019 roku.